# Народно читалище „Васил Левски – 1945“
Народно читалище „Васил Левски – 1945“ е читалище в град Русе, България. Адресът му е ул. „Ибър“ № 15.

## История
Читалището е основано през 1945 г.
Разполага с библиотека, в която има над 25 000 тома разнообразна литература – енциклопедична, ученическа, детска и художествена, различни периодични издания.
В читалището се развива самодейно художествено творчество – драматичен театър и студия за художествено слово.
Драматичният театър е единствен в региона. Лауреат и носител на златни медали от IV, V, VI и VII Републикански фестивали на любителското театрално изкуство. Печелил е призови места на Националния конкурс „Яворови дни“, Поморие, Националния конкурс с международно участие - Каварна и Международния фестивал на професионалните театри - Анкара, Турция. Художествен ръководител e Тодор Кръстев.
Студията за художествено слово е лауреат на Националния конкурс за изпълнение на Ботева и възрожденска проза – Враца през 1991, 1994, 2005, 2006 и 2008 година, Националния конкурс за изпълнение на унгарска литература - Плевен и Шумен, 2008 г. Художествен ръководител e Андрей Медникаров.
Съществува и вокалната група „Пейте с нас“ – за изпълнение на възрожденски и популярни песни. Ръководител Силви Стамболиев. Организират се и различни школи по изкуствата – пиано, цигулка, изобразително изкуство и др.